# James McAtee
James John McAtee (Salford, 18 ottobre 2002) è un calciatore inglese, centrocampista del Nottingham Forest.

## Carriera

### Club

#### Gli inizi
Ha esordito ufficialmente con il Manchester City U21 in una gara dell'EFL Trophy persa contro il Bolton per 3-1 il 29 ottobre 2019. Ha giocato per la prima volta da titolare in una gara contro lo Scunthorpe United, dove tra l'altro ha incontrato per la prima volta suo fratello John come avversario. Il 24 agosto 2021 mette a segno la sua prima rete in carriera in una gara vinta 3-0 contro lo Scunthorpe United, club già battuto per 4-0 dai Citizens il mese prima. Nel novembre del 2020 McAtee ha messo a segno una rete importante nella finale della FA Youth Cup vinta per 3-2 ai danni del Chelsea. Successivamente, diverrà uno dei volti principali della vittoria del campionato di Premier League 2 della stagione 2020-2021, mettendo a referto otto reti e ben nove assist in 23 presenze.
Il 21 settembre 2021 viene ufficialmente convocato in prima squadra, debuttando da professionista nella gara di Carabao Cup vinta per 6-1 contro il Wycombe Wanderers, subentrando a Josh Wilson-Esbrand. Esattamente due mesi dopo, il 21 novembre, esordirà in Premier League sostituendo Cole Palmer in una gara casalinga vinta per 3-0 sull'Everton.

#### Manchester City e Sheffield United
Il 4 agosto 2022 viene ceduto in prestito annuale allo Sheffield United, allora militante in Championship. Debutta con i Blades l'11 agosto 2022 in una gara di Carabao Cup persa al primo turno contro il West Bromwich Albion. Sei giorni dopo debutta in campionato in una gara vinta per 2-1 in casa contro il Sunderland. Mette a segno la sua prima rete in Championship nel match pareggiato per 3-3 in casa contro il Blackpool, aprendo le marcature dopo appena otto minuti. Il 26 dicembre mette a segno la sua seconda rete contro il Coventry City. Concluderà l'annata 2022-2023 con 37 presenze e 9 reti contribuendo alla promozione del club in massima divisione dopo quattro anni d'assenza, prima di ritornare al Manchester City data la scadenza del prestito.
Il futuro del giocatore è stato dichiarato incerto appena ritornato alla base, date anche le nuove insidie che ricoprono il suo ruolo, venendo accostato a svariati club tedeschi. Il tecnico del City Pep Guardiola ha espresso parole di elogio verso il talentino britannico in un'intervista risalente al 28 luglio 2023: lo spagnolo ha affermato che il giocatore fosse pronto per essere promosso definitivamente in prima squadra, esortandolo a giocarsi bene le sue carte nel ritiro pre-campionato. Nel frattempo, McAtee ha debuttato in Premier League per la stagione 2023-2024 nella gara vinta per 3-0 in casa del Burnley.
Il 1º settembre 2023 viene girato nuovamente allo Sheffield United in prestito. Torna a vestire la maglia delle Blades il 16 settembre seguente, in un match perso per 2-1 in casa del Tottenham. Torna al gol il 9 dicembre, decidendo la gara contro il Brentford. Si ripeterà il 30 gennaio 2024 in una sconfitta in casa del Crystal Palace (3-2). Termina l'annata totalizzando 32 presenze e 5 reti, con il club retrocesso in Championship con tre turni d'anticipo. A fine stagione, viene comunicato che il giocatore avrebbe fatto nuovamente ritorno al Manchester City in attesa di sapere la sua prossima destinazione.
Tornato alla base, il giocatore viene convocato per il tour pre-stagionale negli Stati Uniti. Il 1º ottobre 2024 segna la sua prima rete con la maglia dei Citizens, in occasione di un incontro con gli slovacchi dello Slovan Bratislava in Champions League. L'11 gennaio 2025 mette a segno la sua prima tripletta in carriera, nella vittoria 8-0 contro il Salford City valida per il terzo turno di FA Cup. Otto giorni dopo è la volta del suo primo gol in Premier League, segnato ai danni dell'Ipswich Town in una vittoria 6-0.

#### Nottingham Forest
Il 16 agosto 2025 si trasferisce a titolo definitivo al Nottingham Forest per 23 milioni di euro.

### Nazionale
Nel novembre del 2019 viene convocato per la prima volta in nazionale con l'Inghilterra Under-18, mettendo a segno una doppietta nella gara pareggiata per 4-4 contro la Norvegia.
Nel 2021 sarà convocato in nazionale Under-20 e il 6 settembre mette a segno la sua prima rete contro la Romania.
Il 6 giugno 2022 è stato ufficialmente convocato nella selezione Under-21. Il 10 giugno 2022, McAtee ha fatto il suo debutto durante la vittoria per 5-0 in casa del Kosovo nelle qualificazioni all'Europeo Under-21 2023.
Nel 2025 partecipa agli Europei Under-21.

## Statistiche

### Presenze e reti nei club
Statistiche aggiornate al 16 agosto 2025.
| Stagione                | Squadra                 | Campionato              | Campionato | Campionato | Coppe nazionali | Coppe nazionali | Coppe nazionali | Coppe continentali | Coppe continentali | Coppe continentali | Altre coppe | Altre coppe | Altre coppe | Totale | Totale |
| Stagione                | Squadra                 | Comp                    | Pres       | Reti       | Comp            | Pres            | Reti            | Comp               | Pres               | Reti               | Comp        | Pres        | Reti        | Pres   | Reti   |
| ----------------------- | ----------------------- | ----------------------- | ---------- | ---------- | --------------- | --------------- | --------------- | ------------------ | ------------------ | ------------------ | ----------- | ----------- | ----------- | ------ | ------ |
| 2021-2022               | Manchester City         | PL                      | 2          | 0          | FACup+CdL       | 2+1             | 0               | UCL                | 1                  | 0                  | CS          | -           | -           | 6      | 0      |
| 2022-2023               | Sheffield Utd           | FLC                     | 37         | 9          | FACup+CdL       | 5+1             | 0               | -                  | -                  | -                  | -           | -           | -           | 43     | 9      |
| 2023-2024               | Sheffield Utd           | PL                      | 30         | 3          | FACup+CdL       | 2+0             | 2+0             | -                  | -                  | -                  | -           | -           | -           | 32     | 5      |
| Totale Sheffield United | Totale Sheffield United | Totale Sheffield United | 67         | 12         |                 | 8               | 2               |                    | -                  | -                  |             | -           | -           | 75     | 14     |
| 2024-2025               | Manchester City         | PL                      | 15         | 3          | FACup+CdL       | 4+2             | 3+0             | UCL                | 5                  | 1                  | CS+Cmc      | 1+0         | 0           | 27     | 7      |
| Totale Manchester City  | Totale Manchester City  | Totale Manchester City  | 18         | 3          |                 | 10              | 3               |                    | 6                  | 1                  |             | 1           | 0           | 35     | 7      |
| 2025-2026               | Nottingham Forest       | PL                      | -          | -          | FACup+CdL       | -               | -               | UEL                | -                  | -                  | -           | -           | -           | -      | -      |
| Totale carriera         | Totale carriera         | Totale carriera         | 84         | 15         |                 | 18              | 5               |                    | 6                  | 1                  |             | 1           | 0           | 109    | 21     |

### Cronologia presenze e reti in nazionale
| Cronologia completa delle presenze e delle reti in nazionale ― Inghilterra under 21 | Cronologia completa delle presenze e delle reti in nazionale ― Inghilterra under 21 | Cronologia completa delle presenze e delle reti in nazionale ― Inghilterra under 21 | Cronologia completa delle presenze e delle reti in nazionale ― Inghilterra under 21 | Cronologia completa delle presenze e delle reti in nazionale ― Inghilterra under 21 | Cronologia completa delle presenze e delle reti in nazionale ― Inghilterra under 21 | Cronologia completa delle presenze e delle reti in nazionale ― Inghilterra under 21 | Cronologia completa delle presenze e delle reti in nazionale ― Inghilterra under 21 |
| Data                                                                                | Città                                                                               | In casa                                                                             | Risultato                                                                           | Ospiti                                                                              | Competizione                                                                        | Reti                                                                                | Note                                                                                |
| ----------------------------------------------------------------------------------- | ----------------------------------------------------------------------------------- | ----------------------------------------------------------------------------------- | ----------------------------------------------------------------------------------- | ----------------------------------------------------------------------------------- | ----------------------------------------------------------------------------------- | ----------------------------------------------------------------------------------- | ----------------------------------------------------------------------------------- |
| 10-6-2022                                                                           | Pristina                                                                            | Kosovo under 21                                                                     | 0 – 5                                                                               | Inghilterra under 21                                                                | Qual. Europeo Under-21 2023                                                         | -                                                                                   | 72’                                                                                 |
| 27-9-2022                                                                           | Sheffield                                                                           | Inghilterra under 21                                                                | 3 – 1                                                                               | Germania under 21                                                                   | Amichevole                                                                          | -                                                                                   | 70’                                                                                 |
| 28-3-2023                                                                           | Londra                                                                              | Inghilterra under 21                                                                | 1 – 2                                                                               | Croazia under 21                                                                    | Amichevole                                                                          | -                                                                                   | 80’                                                                                 |
| 11-9-2023                                                                           | Oberkorn                                                                            | Lussemburgo under 21                                                                | 0 – 3                                                                               | Inghilterra under 21                                                                | Qual. Europeo Under-21 2025                                                         | -                                                                                   | 77’                                                                                 |
| 12-10-2023                                                                          | West Bridgford                                                                      | Inghilterra under 21                                                                | 9 – 1                                                                               | Serbia under 21                                                                     | Qual. Europeo Under-21 2025                                                         | -                                                                                   | 68’                                                                                 |
| 16-10-2023                                                                          | Košice                                                                              | Ucraina under 21                                                                    | 3 – 2                                                                               | Inghilterra under 21                                                                | Qual. Europeo Under-21 2025                                                         | -                                                                                   | 73’                                                                                 |
| 18-11-2023                                                                          | Bačka Topola                                                                        | Serbia under 21                                                                     | 0 – 3                                                                               | Inghilterra under 21                                                                | Qual. Europeo Under-21 2025                                                         | 2                                                                                   | 74’                                                                                 |
| 21-11-2023                                                                          | West Bridgford                                                                      | Inghilterra under 21                                                                | 3 – 0                                                                               | Irlanda del Nord under 21                                                           | Qual. Europeo Under-21 2025                                                         | -                                                                                   | 70’                                                                                 |
| 22-3-2024                                                                           | Baku                                                                                | Azerbaigian under 21                                                                | 1 – 5                                                                               | Inghilterra under 21                                                                | Qual. Europeo Under-21 2025                                                         | -                                                                                   | 61’ 83’                                                                             |
| 26-3-2024                                                                           | Bolton                                                                              | Inghilterra under 21                                                                | 7 – 0                                                                               | Lussemburgo under 21                                                                | Qual. Europeo Under-21 2025                                                         | -                                                                                   | 69’                                                                                 |
| 6-9-2024                                                                            | Ballymena                                                                           | Irlanda del Nord under 21                                                           | 0 – 0                                                                               | Inghilterra under 21                                                                | Qual. Europeo Under-21 2025                                                         | -                                                                                   |                                                                                     |
| 9-9-2024                                                                            | Luton                                                                               | Inghilterra under 21                                                                | 4 – 1                                                                               | Austria under 21                                                                    | Amichevole                                                                          | 1                                                                                   | 71’                                                                                 |
| 11-10-2024                                                                          | Bournemouth                                                                         | Inghilterra under 21                                                                | 2 – 1                                                                               | Ucraina under 21                                                                    | Qual. Europeo Under-21 2025                                                         | 2                                                                                   |                                                                                     |
| 15-10-2024                                                                          | Bristol                                                                             | Inghilterra under 21                                                                | 7 – 0                                                                               | Azerbaigian under 21                                                                | Qual. Europeo Under-21 2025                                                         | 1                                                                                   |                                                                                     |
| 15-11-2024                                                                          | La Línea de la Concepción                                                           | Spagna under 21                                                                     | 0 – 0                                                                               | Inghilterra under 21                                                                | Amichevole                                                                          | -                                                                                   | Cap. 90+2’                                                                          |
| 18-11-2024                                                                          | Almere                                                                              | Paesi Bassi under 21                                                                | 1 – 1                                                                               | Inghilterra under 21                                                                | Amichevole                                                                          | -                                                                                   | Cap. 90+1’                                                                          |
| 21-3-2025                                                                           | Lorient                                                                             | Francia under 21                                                                    | 5 – 3                                                                               | Inghilterra under 21                                                                | Amichevole                                                                          | 1                                                                                   | 89’                                                                                 |
| 24-3-2025                                                                           | West Bromwich                                                                       | Inghilterra under 21                                                                | 4 – 2                                                                               | Portogallo under 21                                                                 | Amichevole                                                                          | -                                                                                   | 61’                                                                                 |
| 12-6-2025                                                                           | Dunajská Streda                                                                     | Rep. Ceca under 21                                                                  | 1 – 3                                                                               | Inghilterra under 21                                                                | Europeo Under-21 2025 - 1º turno                                                    | -                                                                                   | Cap. 69’                                                                            |
| 15-6-2025                                                                           | Nitra                                                                               | Inghilterra under 21                                                                | 0 – 0                                                                               | Slovenia under 21                                                                   | Europeo Under-21 2025 - 1º turno                                                    | -                                                                                   | Cap.                                                                                |
| 18-6-2025                                                                           | Nitra                                                                               | Inghilterra under 21                                                                | 1 – 2                                                                               | Germania under 21                                                                   | Europeo Under-21 2025 - 1º turno                                                    | -                                                                                   | 46’                                                                                 |
| 21-6-2025                                                                           | Trnava                                                                              | Spagna under 21                                                                     | 1 – 3                                                                               | Inghilterra under 21                                                                | Europeo Under-21 2025 - Quarti di finale                                            | 1                                                                                   | Cap. 71’ 90+5’                                                                      |
| 25-6-2025                                                                           | Bratislava                                                                          | Inghilterra under 21                                                                | 2 – 1                                                                               | Paesi Bassi under 21                                                                | Europeo Under-21 2025 - Semifinale                                                  | -                                                                                   | Cap. 78’                                                                            |
| 28-6-2025                                                                           | Bratislava                                                                          | Inghilterra under 21                                                                | 3 – 2 dts                                                                           | Germania under 21                                                                   | Europeo Under-21 2025 - Finale                                                      | -                                                                                   | Cap. 91’                                                                            |
| Totale                                                                              |                                                                                     | Presenze                                                                            | 24                                                                                  |                                                                                     | Reti                                                                                | 8                                                                                   |                                                                                     |

## Palmarès

### Club

#### Competizioni giovanili
- FA Youth Cup: 1

Manchester City: 2019-2020

#### Competizioni nazionali
- Campionato inglese: 1

Manchester City: 2021-2022
- Community Shield: 1

Manchester City: 2024

#### Competizioni internazionali
- Supercoppa UEFA: 1

Manchester City: 2023

### Nazionale
- Campionato d'Europa Under-21: 1

Slovacchia 2025